# Disturbo di personalità
In psichiatria e psicologia clinica, il disturbo di personalità è una condizione caratterizzata da modelli disfunzionali di pensiero, emozione e comportamento, che risultano pervasivi, inflessibili e stabili nel tempo. Questi tratti compromettono diverse aree del funzionamento della persona, tra cui la sfera cognitiva, affettiva, relazionale e comportamentale.
Si parla di disturbo solo quando tali manifestazioni causano un disagio clinicamente significativo o compromettono il funzionamento sociale, lavorativo o in altri ambiti importanti della vita quotidiana. A differenza di altri disturbi psicologici, i disturbi di personalità sono spesso egosintonici: la persona percepisce i propri tratti disfunzionali come parte della propria identità, piuttosto che come sintomi problematici. Inoltre, sono talvolta descritti come alloplastici, poiché l’individuo tende a modificare l’ambiente circostante per adattarlo a sé, anziché mettere in discussione o modificare se stesso. Questo aspetto può rendere difficile che la persona riconosca il problema o richieda aiuto.
I disturbi di personalità vengono generalmente diagnosticati a partire dai 18 anni, quando la struttura della personalità si considera relativamente stabile. Durante l’adolescenza, tratti disfunzionali possono emergere in risposta ai profondi cambiamenti biologici, cognitivi e sociali tipici di questa fase evolutiva, ma spesso si tratta di manifestazioni transitorie. In casi eccezionali, è possibile formulare una diagnosi anche prima, purché i tratti siano pervasivi, duraturi da almeno un anno e non imputabili a una fase evolutiva o a un altro disturbo del neurosviluppo. Tuttavia, è essenziale procedere con cautela per evitare diagnosi premature o stigmatizzanti.

## Classificazione diagnostica
La categoria dei disturbi di personalità è stata introdotta ufficialmente nel DSM-III (1980), dove è stato adottato il sistema multiasse che li collocava sull’Asse II, separatamente dai disturbi clinici dell’Asse I. Nel DSM-IV (1994), la definizione è stata affinata: un disturbo di personalità è caratterizzato da un modello abituale e pervasivo di esperienza interiore e di comportamento che devia dalle aspettative culturali, manifestandosi in almeno due delle seguenti aree:
- Cognizione: percezione e interpretazione di sé, degli altri e degli eventi.
- Affettività: gamma, intensità e adeguatezza delle risposte emotive.
- Funzionamento interpersonale.
- Controllo degli impulsi[1].

Negli ultimi anni, questa definizione è stata messa in discussione da studiosi e clinici. L’idea che esista una personalità “normale” che poi diventi “disturbata” è considerata sempre meno utile. Oggi si riconosce che la personalità si sviluppa fin dall’infanzia e assume schemi più o meno adattivi in base a fattori biologici, ambientali, traumatici o relazionali. Per questo, alcuni preferiscono parlare di "modelli" o "tipi" di personalità (es. modello istrionico, evitante, narcisistico), o di tratti disfunzionali, invece di usare etichette rigide. Approcci come il modello alternativo del DSM-5 (AMPD) e il modello ICD-11 sostituiscono la diagnosi categoriale con una valutazione dimensionale, che esamina il livello di disfunzionalità del Sé e delle relazioni, oltre ai tratti disadattivi della personalità. Questo approccio permette una descrizione più accurata e meno stigmatizzante, facilitando trattamenti terapeutici personalizzati.

## Caratteristiche del disturbo e difficoltà nel riconoscimento
Per parlare di disturbo di personalità, il pattern disadattivo deve manifestarsi in modo pervasivo in diversi ambiti della vita e causare un disagio clinicamente significativo.  La richiesta di aiuto arriva spesso su pressione di familiari, partner o contesti lavorativi, oppure a causa della sofferenza generata da disturbi in comorbilità, come ansia, depressione, isolamento sociale, sintomi ossessivi o, nei casi più complessi, condizioni psicotiche o schizofreniche. Solo nel corso del trattamento o in seguito a eventi di vita particolarmente critici, la persona può iniziare a sviluppare consapevolezza dell’impatto delle proprie modalità relazionali disfunzionali e maturare una motivazione al cambiamento.
Le persone con disturbi di personalità possono mostrare immaturità emotiva o psicoaffettiva, pur avendo un funzionamento cognitivo e intellettivo nella norma. È frequente la presenza di tratti sovrapposti appartenenti a più disturbi, rendendo complessa la diagnosi categoriale. Secondo alcuni modelli teorici, come quello psicodinamico di Otto Kernberg, molte di queste strutture possono essere comprese all’interno di un’organizzazione borderline di personalità, distinta dal disturbo borderline in senso stretto. Questo tipo di organizzazione si colloca tra il funzionamento nevrotico e quello psicotico e si associa a difficoltà interpersonali marcate, regolazione affettiva instabile e fluttuazioni nell’identità e nell’empatia. I pattern disfunzionali sono inflessibili e persistenti, interferendo significativamente con il funzionamento sociale, relazionale e lavorativo, anche se il disagio non è sempre pienamente riconosciuto dalla persona.

## Cause e fattori di rischio
Sul piano eziopatogenetico, i disturbi di personalità sono stati spesso associati a esperienze traumatiche o relazioni disfunzionali in età evolutiva. Sebbene fattori genetici possano contribuire alla predisposizione individuale, le esperienze ambientali precoci sembrano giocare un ruolo determinante nella strutturazione di questi modelli patologici.

## Classificazione dei disturbi di personalità secondo il DSM-5
Il Manuale Diagnostico e Statistico dei Disturbi Mentali (DSM-5), pubblicato dall'American Psychiatric Association, propone due approcci per la classificazione dei disturbi di personalità: uno categoriale e uno dimensionale, noto come modello alternativo per i disturbi di personalità (Alternative DSM-5 Model for Personality Disorders, AMPD).

### Approccio categoriale
Nel sistema categoriale, i disturbi di personalità sono organizzati in tre gruppi principali (Cluster), sulla base di somiglianze descrittive nei tratti osservabili. I dieci disturbi di personalità riconosciuti sono:

#### Cluster A (eccentrici o strani)
- Disturbo paranoide di personalità
- Disturbo schizoide di personalità
- Disturbo schizotipico di personalità

#### Cluster B (drammatici, emotivi o imprevedibili)
- Disturbo antisociale di personalità
- Disturbo borderline di personalità
- Disturbo istrionico di personalità
- Disturbo narcisistico di personalità

#### Cluster C (ansiosi o timorosi)
- Disturbo evitante di personalità
- Disturbo dipendente di personalità
- Disturbo ossessivo-compulsivo di personalità

### Il modello alternativo del DSM-5 (AMPD)
Per rispondere ai limiti dell’approccio categoriale – come la scarsa coerenza diagnostica, la frequente comorbilità e la bassa validità predittiva – il DSM-5 introduce nella Sezione III un modello alternativo dimensionale, più flessibile e centrato sul funzionamento del soggetto. Questo modello si articola su due criteri fondamentali:
Criterio A – Compromissione del funzionamento della personalità
Si valuta la gravità delle difficoltà del soggetto nel:
- Sé (identità e auto-direzionalità)
- Relazioni interpersonali (empatia e intimità)

Criterio B – Presenza di tratti patologici di personalità
Si identificano i tratti disadattivi, organizzati in cinque domini, concettualmente ispirati al modello dei Big Five della personalità:
Tratti patologici (DSM-5) e Big Five corrispondenti
- Affettività negativa - Nevroticismo (elevato)
- Distacco - Estroversione (basso)
- Antagonismo - Gradevolezza (bassa)
- Disinibizione - Coscienziosità (bassa)
- Psicotismo - Apertura all’esperienza (elevata e disorganizzata)

Questi domini rappresentano versioni disfunzionali dei tratti del modello Big Five, e vengono ulteriormente suddivisi in facets (sottodimensioni), permettendo una valutazione sfumata e personalizzata.

## Diagnosi nel modello alternativo
A partire dalla valutazione dei criteri A e B, si possono formulare due tipi di diagnosi:

### Disturbo specifico di personalità
Se sono soddisfatti i criteri per uno dei sei disturbi formalmente inclusi nel modello alternativo:
- Disturbo antisociale
- Disturbo evitante
- Disturbo borderline
- Disturbo narcisistico
- Disturbo ossessivo-compulsivo
- Disturbo schizotipico
- Disturbo di personalità con specificazione di tratti

Se il soggetto presenta un livello clinicamente significativo di compromissione nel funzionamento della personalità e uno o più tratti patologici, senza rientrare pienamente in uno dei sei disturbi definiti, è possibile diagnosticare un Disturbo di personalità tratto-specifico.

### Vantaggi del modello alternativo
Il modello alternativo consente:
- una valutazione più sfumata e personalizzata della personalità;
- maggiore coerenza con la ricerca empirica e i modelli dimensionali ampiamente utilizzati in psicologia della personalità;
- una maggiore attenzione al grado di compromissione funzionale del soggetto, elemento cruciale per stabilire la necessità e l’intensità dell’intervento clinico[1].

## Classificazione dei disturbi di personalità secondo la classificazione ICD
L'ICD, giunta alla sua decima edizione (ICD-10) classifica i disturbi di personalità in: 
- disturbi di personalità specifici (F60);
- altri disturbi di personalità e forme miste (F61);
- modificazioni durature della personalità non attribuibili a danno o malattia cerebrale (F62);
- disturbi delle abitudini e degli impulsi (F63);
- disturbi dell'identità sessuale (F64);
- disturbi della preferenza sessuale (F65);
- disturbi psicologici e comportamentali associati con lo sviluppo e l'orientamento sessuale (F66);
- altri disturbi della personalità e del comportamento nell'adulto (F68);
- disturbi non specifici della personalità e del comportamento nell'adulto (F69).

«Nella beta platform dell’ICD-11, il disturbo di personalità è definito da un’alterazione relativamente persistente e pervasiva nel modo in cui gli individui esperiscono e interpretano se stessi, gli altri e il mondo, a cui conseguono modalità maladattative di funzionamento cognitivo, esperienza ed espressione emozionale e comportamento. ».
Una differenza significativa tra il sistema diagnostico DSM-5 e l'ICD-11 è che quest'ultimo classifica i disturbi di personalità lungo un continuum con un livello di gravità crescente.

## Personalità e ambiente digitale

### L'influenza dei social media sulla costruzione dell'identità
Negli ultimi anni, l’ambiente digitale e l’uso pervasivo dei social network hanno profondamente modificato le modalità con cui le persone costruiscono la propria identità e relazionano con gli altri. La continua esposizione alle dinamiche sociali online, come la ricerca di approvazione, l'affermazione di sé attraverso "mi piace" e commenti, ha contribuito a creare nuove forme di interazione che, per alcuni, possono avere effetti clinici. Alcuni studiosi parlano di un vero e proprio disturbo online della personalità, che pur non essendo formalmente riconosciuto nei manuali diagnostici, risulta essere un fenomeno crescente tra gli utenti più vulnerabili. In particolare, le piattaforme social come Instagram, Facebook e TikTok, dove l'immagine e l'attenzione rivestono un ruolo centrale, sono diventate un campo di battaglia per la costruzione di un'“identità ideale”. Questi strumenti tecnologici promuovono un’immagine di sé che tende a essere filtrata e idealizzata, con un impatto significativo sulla percezione di sé e sugli schemi interpersonali.

### La creazione di identità idealizzate e l'alterazione della realtà
Uno degli aspetti più rilevanti di questo disturbo digitale è la tendenza a costruire identità online che non corrispondono alla realtà quotidiana dell’individuo. In effetti, l’uso intenso dei social può spingere alcune persone a creare versioni di sé stesse più attraenti, più interessanti o più riuscite, in un tentativo costante di ottenere visibilità e approvazione. Questo comportamento è caratteristico di alcuni disturbi di personalità, come il disturbo istrionico, che si manifesta con un desiderio costante di essere al centro dell’attenzione e un comportamento emotivamente teatrale. Sebbene in alcuni casi questa tendenza a "filtrare" la propria identità possa sembrare una semplice questione di autostima, per altre persone può evolvere in un vero e proprio disturbo di personalità. L'esperienza online può, infatti, creare una frattura tra il “sé reale” e il “sé digitale”, che può sfociare in un conflitto interiore, con ripercussioni a livello di salute mentale.

#### La ricerca di approvazione come amplificatore di tratti narcisistici
Un altro aspetto cruciale del disturbo online della personalità è la relazione diretta tra l'uso eccessivo dei social media e l'amplificazione dei tratti narcisistici. Alcuni esperti sostengono che i social network, e in particolare i "mi piace" e le risposte ricevute, possano rafforzare comportamenti tipici di un disturbo narcisistico di personalità. Questi individui, che mostrano un bisogno costante di ammirazione e una difficoltà nel gestire le critiche, trovano nei social media un terreno fertile per la loro autoaffermazione. Il bisogno di visibilità e riconoscimento online può diventare un elemento centrale della loro identità, al punto che ogni interazione virtuale diventa un’opportunità per "riscrivere" il proprio valore agli occhi degli altri, minimizzando la percezione di sé come individuo completo e autonomo.

#### Implicazioni emotive e sociali dei disturbi digitali della personalità
Dal punto di vista psicologico, le persone con tratti narcisistici o istrionici che si esprimono attraverso il mondo digitale sono particolarmente vulnerabili agli effetti negativi derivanti da un eccessivo attaccamento alla validazione esterna. L'incapacità di vivere senza l'approvazione digitale può portare a disturbi emotivi significativi come ansia, depressione e isolamento sociale. La "conferma sociale" che si ottiene dai social può mascherare un vuoto interno, che si riflette in un aumento delle difficoltà relazionali offline. Inoltre, il bisogno di costante "esposizione" e "applauso" virtuale può alimentare il ciclo di insoddisfazione e ricerca incessante di attenzione, portando a un senso di frustrazione crescente quando il feedback ricevuto non è all'altezza delle aspettative.
Anche se i disturbi online della personalità non sono ufficialmente riconosciuti come categorie diagnostiche, molti esperti ritengono che la digitalizzazione delle nostre vite stia favorendo l'emergere di nuovi modelli disfunzionali di comportamento. L’interazione costante sui social, che promuove una visione idealizzata della vita altrui, può alimentare il confronto sociale e aumentare la frustrazione nelle persone che non sono in grado di mantenere questo livello di "apparenza". La condizione di distacco dalla realtà, combinata con il bisogno di approvazione esterna, può quindi sfociare in disagi psicologici più gravi. Da un punto di vista terapeutico, è essenziale monitorare questi fenomeni, dato che spesso il paziente non è consapevole dell’impatto che la sua condotta digitale ha sulla sua salute mentale.